# Clase Kaiser (transatlánticos)
La clase Kaiser (en alemán: Kaiserklasse) fue un cuarteto de transatlánticos alemanes construidos entre 1897 y 1907, en los astilleros AG Vulcan de Stettin para la naviera Hapag-Lloyd. Fueron diseñados para situarse entre los más grandes y mejores transatlánticos de su tiempo. Estos barcos, dos de los cuales consiguieron hacerse con la prestigiosa «Banda Azul», premio a la travesía más rápida en el océano Atlántico, eran también conocidos como los «Cuatro Voladores», y resultaron ser populares entre los viajeros más adinerados de la época. También fueron bastante populares entre los inmigrantes que deseaban abandonar su tierra natal en busca de nuevas oportunidades en América.

## Antecedentes
A finales del siglo XIX, la competencia en el ámbito del transporte en el Atlántico Norte cobraba cada vez mayor fuerza. Las rutas hacia y desde Europa estuvieron dominadas por las dos líneas navieras británicas más populares: la Cunard Line y la White Star Line.
Entre 1892 y 1893, Cunard había botado dos nuevos barcos: el RMS Campania y el RMS Lucania, considerados como los buques más grandes y rápidos jamás construidos hasta entonces. A su vez, entre 1888 y 1890, la White Star había construido dos nuevos navíos, el RMS Teutonic y el RMS Majestic, que pronto obtuvieron el galardón a la ruta transatlántica más rápida para la época, la Banda Azul.
Tras visitar el Reino Unido en 1889, y observar los interiores del Teutonic, el káiser Guillermo II mandó a la compañía naviera Norddeutscher Lloyd y a los astilleros navales de AG Vulcan la construcción de un nuevo buque para rivalizar y superar a los británicos. Este nuevo transatlántico, bautizado como SS Kaiser Wilhelm der Grosse, demostraría el poder del Imperio Alemán y de su emperador. Como nunca se había construido un navío de este tamaño, los trabajos se siguieron muy de cerca. Pronto, el barco se convertiría en el orgullo de su país. El lanzamiento del nuevo buque introdujo una novedad que dejó atónito a todo el mundo, la instalación de cuatro chimeneas en los transatlánticos venideros. 
Los interiores del buque fueron diseñados por Johann Poppe, el diseñador y arquitecto de la compañía. Pronto se convirtió en un gran éxito, que provocó que otra naviera alemana, HAPAG, ordenara construir su propio transatlántico con cuatro chimeneas: el SS Deutschland, el cual le arrebataría rápidamente la Banda Azul al Kaiser Wilhem der Grosse y establecería la supremacía marítima de Alemania. Como consecuencia de esta rivalidad, la NDL ordenó la construcción de tres barcos gemelos del Kaiser Wilhem der Grosse: el SS Kronprinz Wilhelm, asignado en 1901; el SS Kaiser Wilhelm II, asignado en 1903; y el SS Kronprinzessin Cecilie, asignado en 1906. Pronto, los cuatro navíos fueron conocidos como la clase Kaiser y apodados como los «cuatro voladores».

## Barcos

### Kaiser Wilhelm der Grosse

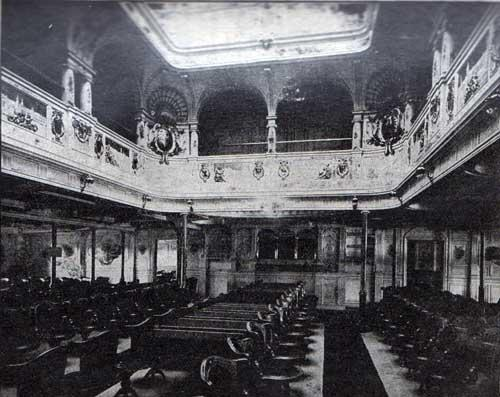
Salón comedor de primera clase a bordo del Kaiser Wilhem der Grosse, hacia 1901

Construido en los astilleros de AG Vulcan, en Stettin (actual Polonia), el Kaiser Wilhelm der Grosse fue significativo por ser el primer transatlántico con 4 chimeneas. Fue bautizado en honor del káiser Guillermo I, el primer emperador de Alemania.
Su construcción se considera como la chispa que hizo estallar el inicio de la carrera entre Alemania, Francia y el Reino Unido por conseguir la supremacía marítima y dominar el incipiente mercado de pasajeros a través del Atlántico, que pronto supuso la construcción de algunos de los barcos más famosos de la historia.
A pesar de que en un principio no estaba previsto que contara con buques gemelos, se construyeron el SS Kronprinz Wilhelm (1901), el SS Kaiser Wilhelm II (1903) y el SS Kronprinzessin Cecilie (1906). Los cuatro barcos gozaron de una carrera buena y popular; aun así, cuando estalló la Primera Guerra Mundial, el Kaiser Wilhelm der Grosse fue hundido en agosto de 1914, mientras que los tres navíos restantes fueron incautados por Estados Unidos en 1917, para nunca regresar a manos alemanas.

### Kronprinz Wilhelm

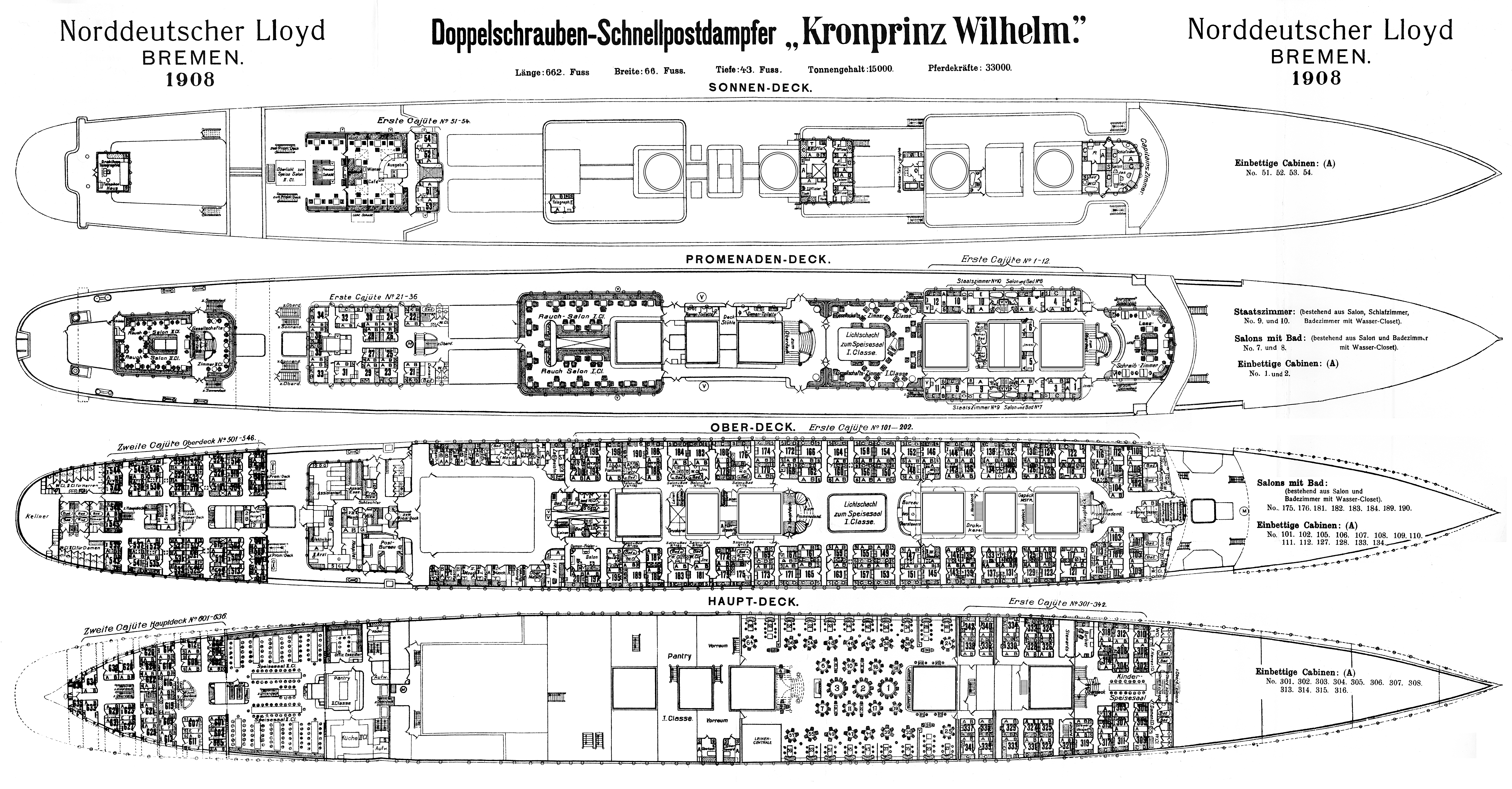
Planos del Kronprinz Wilhelm

Introducido en 1901, fue bautizado en honor de Guillermo de Prusia, hijo del káiser Guillermo II. El Kronprinz Wilhelm tuvo una carrera diversa, empezando como un exitoso barco de pasajeros, después reconvertido en crucero auxiliar durante 1914–1915 para la Marina Imperial Alemana, navegando como un crucero mercante durante un año, y después internado en los Estados Unidos cuándo se quedó sin suministros. 
Cuando EE. UU. entró en la Primera Guerra Mundial, incautó el Kronprinz Wilhelm para servir a la Armada como transporte de tropas, hasta que fue dado de baja y reincorporado al servicio civil bajo manos norteamericanas, operando hasta 1923, año en el que fue retirado y vendido para su desguace.

### Kaiser Wilhelm II

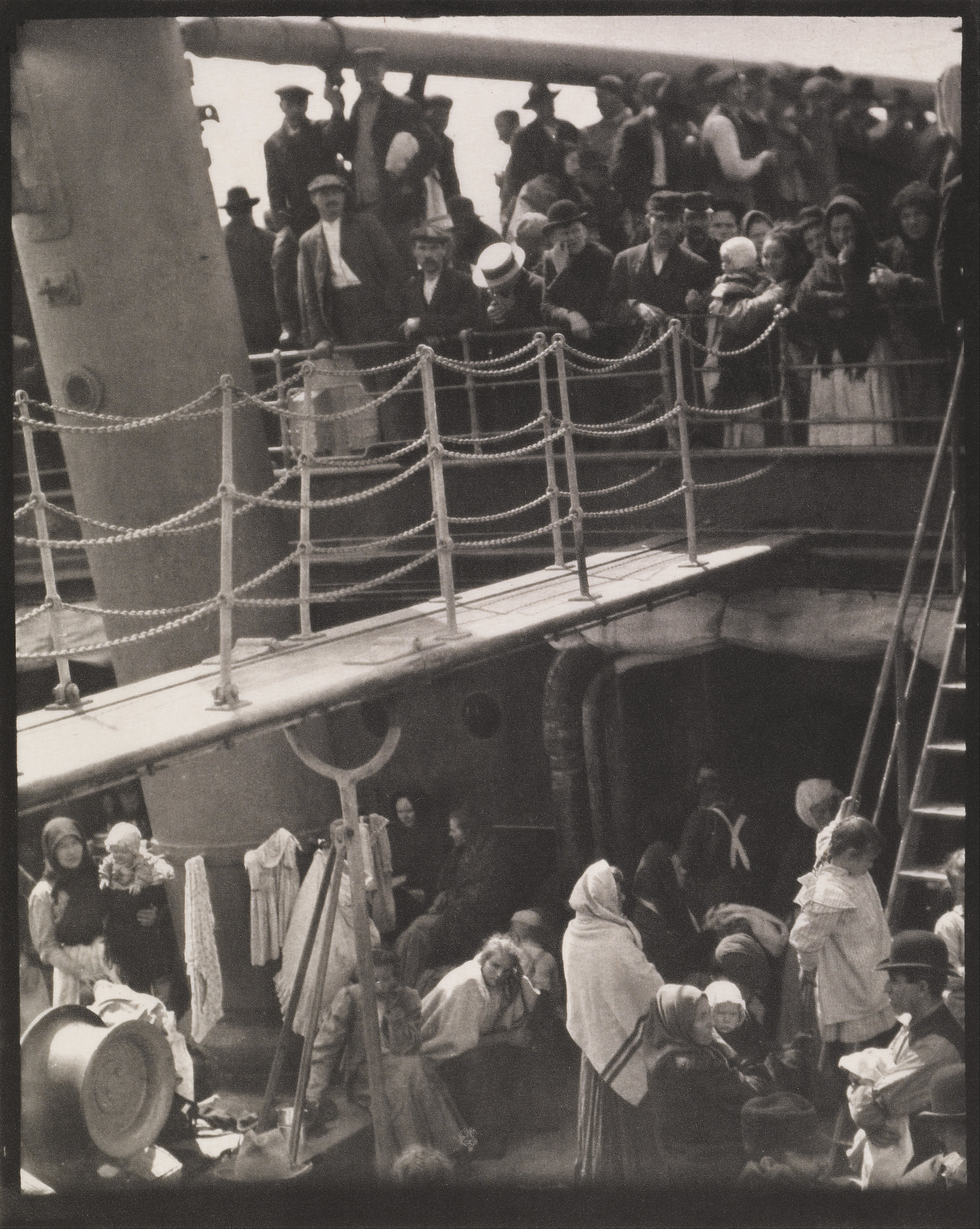
"El pasaje de 3ª clase", fotografía de Alfred Stieglitz tomada desde la cubierta de tercera clase del Kaiser Wilhelm II

El SS Kaiser Wilhelm II, nombrado en honor del emperador Guillermo II de Alemania, fue completado en la primavera de 1903. Con el estallido de la I Guerra Mundial, el barco fue requisado por el Gobierno estadounidense, y posteriormente sirvió como buque de transporte de tropas, bajo el nombre de USS Agamemnon, hasta que fue vendido para su desguace en 1940. 
El Kaiser Wilhelm II es también conocido por una famosa fotografía de Alfred Stieglitz, titulada "El pasaje de 3ª clase", que describe las condiciones en las que viajaban los inmigrantes y pasajeros de las clases más bajas, lo que generó controversias respecto a su deslumbrante reputación como transatlántico de línea. 

### Kronprinzessin Cecilie

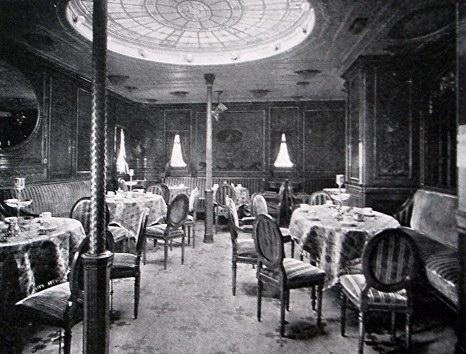
Café Vienna de primera clase a bordo del Kronprinzessin Cecilie, c.1907

El SS Kronprinzessin Cecilie fue puesto en servicio en 1906. El buque contaba con las mayores máquinas de vapor jamás instaladas en un barco, y que constituyó además el último de los cuatro barcos hermanos de la clase Kaiser (también el último barco alemán con cuatro chimeneas). Se empleó para el servicio transatlántico entre su puerto de origen, Bremen, y Nueva York hasta el estallido de la Primera Guerra Mundial, cuando fue requisado por los Estados Unidos y reconvertido en transporte de tropas, renombrado como USS Mount Vernon.
En septiembre de 1918, poco antes del final de la guerra, el buque fue torpedeado, aunque fue capaz de llegar a puerto sin riesgo de hundimiento. Tras someterse a reparaciones, regresó al servicio con la Armada estadounidense. En octubre de 1919, el Mount Vernon fue transferido a la flota del Pacífico en Fort Mason, San Francisco. Tras ser rebautizado como USAT Mount Vernon, en marzo de 1920 fue enviado a Vladivostok (Rusia) para transportar elementos de la Legión checoslovaca a la ciudad italiana de Trieste, así como prisioneros de guerra alemanes a Hamburgo, en julio de ese año. Al regreso de aquel viaje, fue finalmente atracado en Solomons Island, en Maryland, como barco de reserva hasta que, en septiembre de 1940, fue vendido como chatarra y desguazado en Boston, Massachusetts.